# Lars Kaufmann

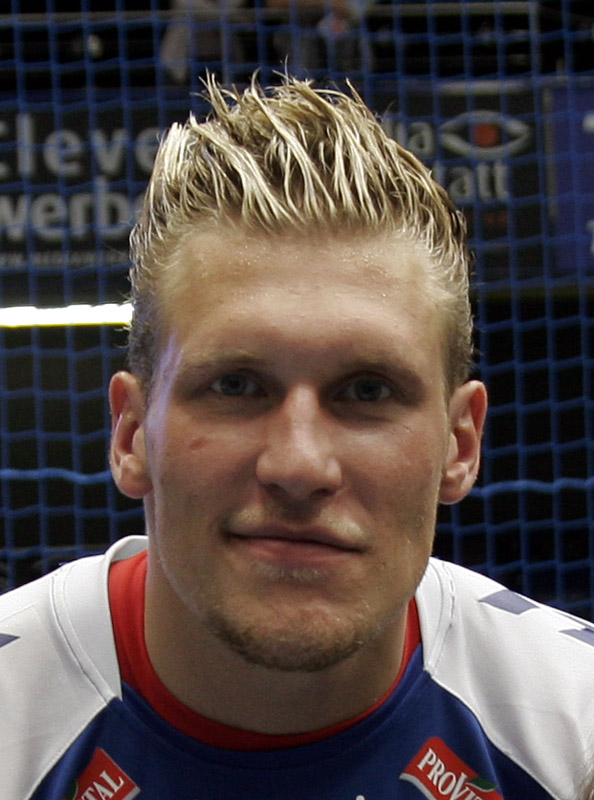
Lars Kaufmann, 2007.

Lars Kaufmann, född 25 februari 1982 i Görlitz i dåvarande Östtyskland, är en tysk tidigare handbollsspelare. Han är högerhänt och spelade i anfall som vänsternia.

## Klubbar
- SV Koweg Görlitz (–1999)
- 1. SV Concordia Delitzsch (1999–2005)
- HSG Wetzlar (2005–2007)
- TBV Lemgo (2007–2009)
- Frisch Auf Göppingen (2009–2011)
- SG Flensburg-Handewitt (2011–2015)
- Frisch Auf Göppingen (2015–2017)

## Meriter
Klubblag
- Champions League-mästare 2014 med SG Flensburg-Handewitt
- EHF-cupmästare 2011 och 2016 med Frisch Auf Göppingen
- Cupvinnarcupmästare 2012 med SG Flensburg-Handewitt
- Tysk cupmästare 2015 med SG Flensburg-Handewitt

Landslag
- VM 2007 i Tyskland:  Guld
- EM 2008 i Norge: 4:a
- VM 2009 i Kroatien: 5:a
- VM 2011 i Sverige: 11:a
- EM 2012 i Serbien: 7:a